# Biswamoyopterus
Genre
Biswamoyopterus est un genre de rongeur de la famille des Sciuridae.

## Liste des espèces
- Biswamoyopterus biswasi Saha, 1981.
- Biswamoyopterus laoensis Sanamxay, Douangboubpha, Bumrungsri, Xayavong, Xayaphet, Satasook & Bates 2013[1].

## Référence
(en) S. S. Saha, « A new genus and a new species of flying squirrel (Mammalia: Rodentia: Sciuridae) from northeastern India », Bulletin of the Zoological Survey of India, vol. 4, no 3,‎ 1981, p. 331-336
1. ↑  (en) Daosavanh Sanamxay et al., « Rediscovery of Biswamoyopterus (Mammalia: Rodentia: Sciuridae: Pteromyini) in Asia, with the description of a new species from Lao PDR », Zootaxa, Magnolia Press, vol. 3686, no 4,‎ 15 juillet 2013, p. 471–481 (ISSN 1175-5334, DOI 10.11646/zootaxa.3686.4.5, lire en ligne [PDF], consulté le 15 juillet 2013)